# Násloví
Násloví je začátek slova či začátek slovního kmene. Termín může označovat jak počáteční hlásku či písmeno, tak počáteční skupinu hlásek či písmen. Pro pozici uvnitř nebo na konci slova se obdobné jednoslovné termíny nepoužívají. 
Na násloví se v některých jazycích váže ráz nebo, přízvuk, které tak slouží k oddělování slov v řeči. Výslovnost násloví bývá mnohdy ovlivněna též předcházejícím slovem (hláskové spodoby, spodoby znělosti). Vymizení hlásky v násloví se nazývalo sesutí či sesuvka (aphaeresis, afereze) (například výslovnost cera místo dcera, šak místo však, dycky místo vždycky, de místo jde). Tyto spodoby se projevují v obecné mluvě a nářečích, ale také ve vývoji jazyka a diferenciaci slov (blesk/lesk, klopota/lopota). Opakem sesouvání je předsunutí protetické hlásky na začátek slova, zejména před samohlásky: kromě rázu se v obecné češtině používá například protetické v (okno/vokno), v některých nářečích (chodské, hanácké) protetické h (aby/haby), také hláska j na počátku některých českých slov (např. jablko) je protetického původu. Francouzština používá protetické e (například esprit ze spiritus). V některých jazycích plní protetickou roli člen. 
Zvukový dojem z určitého jazyka je značně ovlivněn tím, jaké hlásky nebo skupiny hlásek se nejčastěji vyskytují v násloví. Například čeština má v násloví nejčastěji p.
Podle počátečních písmen jsou standardně slova abecedně řazena ve slovnících všeho druhu. 